# 陽のあたる場所 (映画)

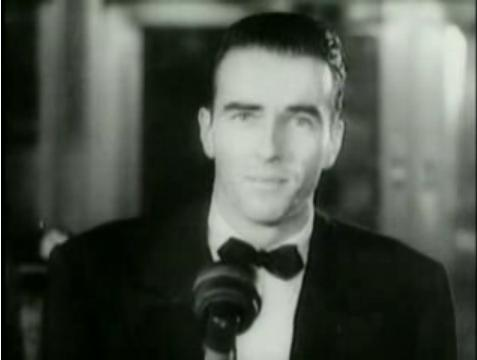
モンゴメリー・クリフト

『陽のあたる場所』（ひのあたるばしょ、A Place in the Sun）は、1951年のアメリカ合衆国のドラマ映画。監督はジョージ・スティーヴンス、出演はモンゴメリー・クリフトとエリザベス・テイラー、シェリー・ウィンタースなど。1931年にジョセフ・フォン・スタンバーグ監督によって映画化されたセオドア・ドライサーの1925年の小説『アメリカの悲劇』の再映画化である。製作開始は1949年。

## ストーリー
ジョージ・イーストマンは母子2人きりの貧しい家に育ち、ホテルでボーイをしていたが、水着製造工場を経営している伯父のチャールズ・イーストマンに会い、彼の工場に職を得る。伯父の家で社交界の花アンジェラ・ヴィカースに会い、心を惹かれるが、身分違いの遠い存在に思う。同じ職場にいたアリス・トリップは身よりの無い娘で、映画館で偶然隣合わせになり、女性の多い職場で社員間の交際が厳しく禁じられていたにも拘わらず、2人の仲は急に深まる。伯父の家のパーティに招かれ昇進の機会を与えられたジョージは、アンジェラと再会して親しくなると彼女に「会った時から好きだった、もしかしたら会う前から好きだった」（I love you. I've loved you since the first moment I saw you. I guess maybe I've even loved you before I saw you.）と告白する。彼女もまたジョージの純真さに惹かれる。その日はジョージの誕生日で、アリスはささやかな祝宴の準備をして待っていたが、大幅に遅刻してアイスクリームが溶けてしまう。ジョージは妊娠した彼女に堕胎を勧めるが、医者は引き受けてくれなかった。アンジェラとジョージは夏を別荘で共に過ごす仲になり、アンジェラの両親も2人の仲を認めるようになる。アリスからの電話があり、ジョージは母の急病と偽って別荘を出る。アリスは結婚を迫り、承諾しなければ自分との間を公にすると脅す。ジョージは仕方なく、アリスと結婚の手続きをするために裁判所に向かうが、「労働祭休日」で窓口が閉まっていた。するとジョージはアンジェラとの結婚の妨げになるアリスを溺死させようと、彼女を湖に誘う。ところが、アリスのひたむきな愛情を知り、彼女を溺死させる気持ちを失う。アリスは逆に恐怖にかられ、ボートの上で立ち上がったため、ボートが転覆、アリスは溺死する。ジョージは裁判にかけられ、殺意のあったことを認めたが、犯行は否定する。しかし、裁判では有罪とされ、死刑が宣告される。収監されているジョージを訪ねた母と牧師は、ジョージが実際に殺人を犯したか否かにかかわらず、アリスの死を望んだジョージの心に罪があるとして死刑を受け入れるように諭す。ジョージはそれを受け入れる。死刑を前にアンジェラがジョージを訪ねる。生涯ジョージを愛すると言うアンジェラにジョージは自分が死んだら忘れるように言う。そして死刑執行の日、アンジェラとのキスを思い出しながらジョージは死刑台に向かう。

## キャスト
| 役名                     | 俳優                         | 日本語吹き替え | 日本語吹き替え | 日本語吹き替え | 日本語吹き替え                             | 日本語吹き替え |
| 役名                     | 俳優                         | 東京12ch版     | TBS版          | 正規DVD版      | PDDVD版                                    | ?版            |
| ------------------------ | ---------------------------- | -------------- | -------------- | -------------- | ------------------------------------------ | -------------- |
| ジョージ・イーストマン   | モンゴメリー・クリフト       | 大塚周夫       | 井上真樹夫     | 川本克彦       | 藤原啓治                                   |                |
| アンジェラ・ヴィッカース | エリザベス・テイラー         | 鈴木弘子       | 鈴木弘子       | 中村千絵       | 紗ゆり                                     |                |
| アリス・トリップ         | シェリー・ウィンタース       | 富永美沙子     | 谷育子         | よのひかり     | よのひかり                                 | 水城蘭子       |
| ハンナ・イーストマン     | アン・リヴィア               |                |                | 竹口安芸子     | 棚田恵美子                                 |                |
| フランク・マーロウ検事   | レイモンド・バー             |                |                | 福田信昭       | 新垣樽助                                   |                |
| チャールズ・イーストマン | ハーバート・ヘイス           | 千葉耕市       |                | 長克巳         | 芦澤孝臣                                   |                |
| ルイーズ・イーストマン   | キャスリン・ギブニー         |                |                |                | 萩柚月                                     |                |
| アール・イーストマン     | キーフ・ブラッセル           |                |                | 上田燿司       |                                            |                |
| アンソニー・ビッカース   | シェパード・ストラドウィック | 家弓家正       |                | 御友公喜       |                                            |                |
| ヴィーラント医師         | イアン・ウルフ               |                |                | 塾一久         |                                            |                |
| その他                   | N/A                          |                |                | 廣田行生 ほか  | 鈴木貴征 原田晃 中神亜紀 峰松希匡 田坂浩樹 |                |
|                          |                              |                |                |                |                                            |                |
| 演出                     |                              |                |                | 三好慶一郎     | 大前剛                                     |                |
| 翻訳                     |                              |                |                | 森みさ         | 塩崎裕久                                   |                |

- 東京12ch版：初回放送1969年11月13日『木曜洋画劇場』[注 1]
- TBS版：初回放送1975年11月10日『月曜ロードショー』
- 正規DVD版：2004年2月20日発売

## スタッフ
- 監督/製作：ジョージ・スティーヴンス
- 脚本：マイケル・ウィルソン、ハリー・ブラウン（英語版）
- 音楽：フランツ・ワックスマン
- 撮影：ウィリアム・C・メラー（英語版）
- 編集：ウィリアム・ホーンベック（英語版）
- 美術：ハンス・ドライアー、ウォルター・H・タイラー
- 装置：エミール・クリ
- 衣裳：イーディス・ヘッド

## 作品の評価

### 映画批評家によるレビュー
Rotten Tomatoesによれば、批評家の一致した見解は「ジョージ・スティーヴンス監督が『陽のあたる場所』を荘厳に演出したことで原作小説のニュアンスの一部は切れ味の悪い道徳的なものに変えられてしまったが、モンゴメリー・クリフトと共演者たちによる素晴らしい演技がこのドラマに強烈なパンチを与えている。」であり、35件の評論のうち高評価は80%にあたる28件で、平均点は10点満点中7.4点となっている。
Metacriticによれば、11件の評論のうち、高評価は8件、賛否混在は3件、低評価はなく、平均点は100点満点中76点となっている。

### 受賞歴
| 賞                                   | 部門                     | 候補者                                 | 結果       |
| ------------------------------------ | ------------------------ | -------------------------------------- | ---------- |
| アカデミー賞                         | 作品賞                   | ジョージ・スティーヴンス               | ノミネート |
| アカデミー賞                         | 監督賞                   | ジョージ・スティーヴンス               | 受賞       |
| アカデミー賞                         | 主演男優賞               | モンゴメリー・クリフト                 | ノミネート |
| アカデミー賞                         | 主演女優賞               | シェリー・ウィンタース                 | ノミネート |
| アカデミー賞                         | 撮影賞（白黒）           | ウィリアム・C・メラー                  | 受賞       |
| アカデミー賞                         | 脚色賞                   | マイケル・ウィルソン、ハリー・ブラウン | 受賞       |
| アカデミー賞                         | 作曲賞                   | フランツ・ワックスマン                 | 受賞       |
| アカデミー賞                         | 衣裳デザイン賞（白黒）   | イーディス・ヘッド                     | 受賞       |
| アカデミー賞                         | 編集賞                   | ウィリアム・ホーンベック               | 受賞       |
| ゴールデングローブ賞                 | 作品賞（ドラマ部門）     | 『陽のあたる場所』                     | 受賞       |
| ゴールデングローブ賞                 | 監督賞                   | ジョージ・スティーヴンス               | ノミネート |
| ゴールデングローブ賞                 | 主演女優賞（ドラマ部門） | シェリー・ウィンタース                 | ノミネート |
| ゴールデングローブ賞                 | 撮影賞（白黒）           | ウィリアム・C・メラー                  | ノミネート |
| ナショナル・ボード・オブ・レビュー賞 | 作品賞                   | 『陽のあたる場所』                     | 受賞       |